# Ambasciatori dell'Hannover in Prussia
L'ambasciatore dell'Hannover in Prussia era il primo rappresentante diplomatico dell'Hannover (già dell'Elettorato di Hannover) in Prussia.
Le relazioni diplomatiche tra i due paesi ebbero inizio ufficialmente nel 1716.

## Elettorato di Hannover
...
- 1787–1795: Ernst Ludwig Julius von Lenthe
- 1796–1800: Ludwig Karl Georg von Ompteda[2]
- 1800–1803: Franz Ludwig Wilhelm von Reden (1754–1831)[3]
- 1803–1806: Ludwig Karl Georg von Ompteda

## Regno di Hannover

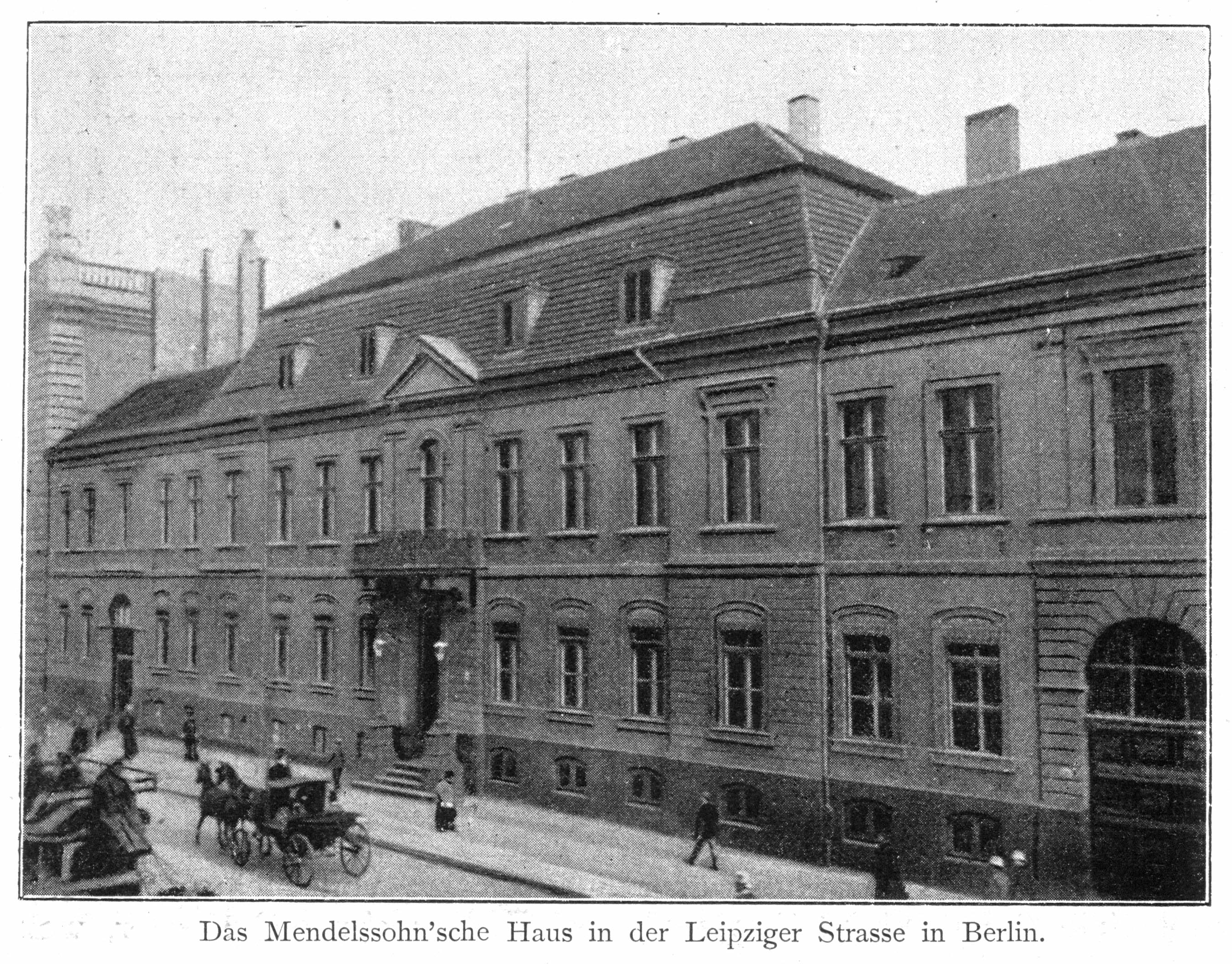
Palazzo Groeben a Berlino, sede di quella che fu l'ambasciata dell'Hannover in Prussia

- 1814–1824: Ludwig Karl Georg von Ompteda
- 1824–1825: Friedrich Wilhelm Alexander von Linsingen
- 1825–1831: Franz Ludwig Wilhelm von Reden
- 1831–1837: Börries Wilhelm von Münchhausen
- 1838–1843: August von Berger
- 1843–1844: Anton von Hardenberg
- 1844–1860: Carl-Wilhelm Georg zu Innhausen und Knyphausen
- 1860–1864: Wilhelm von Reitzenstein
- 1865–1866: Bodo Albrecht von Stockhausen

1866: Annessione dell'Hannover da parte della Prussia